# Campionato mondiale femminile di pallavolo
Il campionato mondiale femminile di pallavolo è una competizione pallavolistica per squadre nazionali, organizzata con cadenza biennale dalla FIVB.

## Edizioni
| Edizione      | Edizione            | Podio            | Podio            | Podio               |
| Anno          | Organizzatore       | Campione         | Seconda          | Terza               |
| ------------- | ------------------- | ---------------- | ---------------- | ------------------- |
| 1952 Dettagli | Unione Sovietica    | Unione Sovietica | Polonia          | Cecoslovacchia      |
| 1956 Dettagli | Francia             | Unione Sovietica | Romania          | Polonia             |
| 1960 Dettagli | Brasile             | Unione Sovietica | Giappone         | Cecoslovacchia      |
| 1962 Dettagli | Unione Sovietica    | Giappone         | Unione Sovietica | Polonia             |
| 1967 Dettagli | Giappone            | Giappone         | Stati Uniti      | Corea del Sud       |
| 1970 Dettagli | Bulgaria            | Unione Sovietica | Giappone         | Corea del Nord      |
| 1974 Dettagli | Messico             | Giappone         | Unione Sovietica | Corea del Sud       |
| 1978 Dettagli | Unione Sovietica    | Cuba             | Giappone         | Unione Sovietica    |
| 1982 Dettagli | Perù                | Cina             | Perù             | Stati Uniti         |
| 1986 Dettagli | Cecoslovacchia      | Cina             | Cuba             | Perù                |
| 1990 Dettagli | Cina                | Unione Sovietica | Cina             | Stati Uniti         |
| 1994 Dettagli | Brasile             | Cuba             | Brasile          | Russia              |
| 1998 Dettagli | Giappone            | Cuba             | Cina             | Russia              |
| 2002 Dettagli | Germania            | Italia           | Stati Uniti      | Russia              |
| 2006 Dettagli | Giappone            | Russia           | Brasile          | Serbia e Montenegro |
| 2010 Dettagli | Giappone            | Russia           | Brasile          | Giappone            |
| 2014 Dettagli | Italia              | Stati Uniti      | Cina             | Brasile             |
| 2018 Dettagli | Giappone            | Serbia           | Italia           | Cina                |
| 2022 Dettagli | Paesi Bassi Polonia | Serbia           | Brasile          | Italia              |
| 2025 Dettagli | Thailandia          |                  |                  |                     |

## Medagliere
| Pos. | Squadra          | 1º posto | 2º posto | 3º posto | Totale |
| ---- | ---------------- | -------- | -------- | -------- | ------ |
| 1    | Unione Sovietica | 5        | 2        | 1        | 8      |
| 2    | Giappone         | 3        | 3        | 1        | 7      |
| 3    | Cuba             | 3        | 1        | 0        | 4      |
| 4    | Cina             | 2        | 3        | 1        | 6      |
| 5    | Russia           | 2        | 0        | 3        | 5      |
| 6    | Serbia           | 2        | 0        | 1        | 3      |
| 7    | Stati Uniti      | 1        | 2        | 2        | 5      |
| 8    | Italia           | 1        | 1        | 1        | 3      |
| 9    | Brasile          | 0        | 4        | 1        | 5      |
| 10   | Polonia          | 0        | 1        | 2        | 3      |
| 11   | Perù             | 0        | 1        | 1        | 2      |
| 12   | Romania          | 0        | 1        | 0        | 1      |
| 13   | Corea del Sud    | 0        | 0        | 2        | 2      |
| 13   | Cecoslovacchia   | 0        | 0        | 2        | 2      |
| 15   | Corea del Nord   | 0        | 0        | 1        | 1      |